# 沖縄西海岸道路
沖縄西海岸道路（おきなわにしかいがんどうろ）は、沖縄県中頭郡読谷村から糸満市に至る延長約50 kmの地域高規格道路である。

## 概要
1994年（平成6年）12月16日計画路線に指定された。読谷村 - 那覇空港間は国道58号として、那覇空港 - 糸満市間は国道331号としてそれぞれ整備する（いずれも国の直轄事業）。区間別では2018年（平成30年）3月までに浦添北道路・那覇西道路・豊見城道路および糸満道路が全線開通しており（一部暫定2車線）、読谷道路が一部開通（暫定2車線）、宜野湾道路・那覇北道路および浦添北道路 II期線が事業中である。

## 整備区間

### 読谷道路
- 路線名 : 一般国道58号
- 起点 : 沖縄県中頭郡読谷村親志（沖縄西海岸道路起点）
- 終点 : 沖縄県中頭郡読谷村古堅（嘉手納バイパス起点）
- 延長 : 6.0 km
- 2013年（平成25年）4月18日に読谷村座喜味 - 読谷村喜名間 (1.5 km) が暫定2車線で開通[3]

### 宜野湾道路
- 路線名 : 一般国道58号
- 起点 : 沖縄県中頭郡北谷町北谷
- 終点 : 沖縄県宜野湾市宇地泊（宇地泊 IC 宜野湾バイパス）
- 延長 : 5.8 km

2000年（平成12年）3月27日に宜野湾市伊佐（伊佐（北）交差点） - 浦添市牧港（宇地泊IC）の宜野湾バイパスが全線開通しており、また、北谷拡幅が北谷町浜川 - 北谷（南）交差点 - 宜野湾市伊佐（伊佐（北）交差点）間で事業中である。当区間では渋滞が多いことなどから平面8車線化と全線高架案の2案が比較され、計画段階評価にて全線高架案とする方針が2022年（令和4年）12月に採択された。これは高架の本線を自動車専用部4車線で建設し、側道一般部を宜野湾バイパス区間は4車線、北谷拡幅区間は平面6車線で建設するものである。その後2025年度（令和7年度）に宜野湾道路として事業化された。

### 浦添北道路
- 路線名 : 一般国道58号
- 起点 : 沖縄県宜野湾市宇地泊（宇地泊 IC 宜野湾バイパス）
- 終点 : 沖縄県浦添市港川（浦添北IC 臨港道路浦添線接続部）
- 延長 : 2.0 km
- 2018年（平成30年）3月18日に暫定2車線で全線開通[6]

### 那覇北道路
- 路線名 : 一般国道58号
- 起点 : 沖縄県那覇市港町（港町IC（仮称））
- 終点 : 沖縄県那覇市若狭（若狭IC）
- 延長 : 2.2 km
- 道路規格 : 第1種第3級
- 設計速度 : 80 km/h
- 車線数 : 6車線
- 2014年度（平成26年度）事業化[7]
- 中間に上之屋IC（仮称）を設置予定。
- 臨港道路泊大橋が並行している。

### 那覇西道路
- 路線名 : 一般国道58号
- 起点 : 沖縄県那覇市若狭（若狭IC）
- 終点 : 沖縄県那覇市鏡水（那覇空港IC）
- 延長 : 3.0 km
- 2011年（平成23年）8月28日開通
- 自動車専用道路

### 小禄道路
- 路線名 : 一般国道506号
- 起点 : 沖縄県那覇市鏡水（那覇空港IC）
- 終点 : 沖縄県豊見城市瀬長（瀬長IC）
- 延長 : 4.0 km

当区間は一般国道自動車専用道路である那覇空港自動車道として整備されている小禄道路のうち、那覇空港IC - 瀬長ICを活用するものである。

### 豊見城道路
- 路線名 : 一般国道331号
- 起点 : 沖縄県豊見城市瀬長（瀬長IC）（小禄バイパス）
- 終点 : 沖縄県糸満市西崎（糸満道路起点）
- 延長 : 4.0 km
- 2007年（平成19年）3月17日に全線暫定2車線で開通
- 2016年（平成28年）3月30日に全線4車線へ拡幅[8]

### 糸満道路
- 路線名 : 一般国道331号
- 起点 : 沖縄県糸満市西崎（豊見城道路終点）
- 終点 : 沖縄県糸満市真栄里（沖縄西海岸道路終点：名城バイパス）
- 延長 : 3.4 km

## 調査区間
- 嘉手納バイパス（嘉手納町）
- 嘉手納地区（仮称）（嘉手納町 - 北谷町）
- 北谷地区（仮称）（北谷町 - 宜野湾市・現在この区間には一般二次改築事業として北谷拡幅が事業中[2]）
- 浦添南道路（仮称）（浦添市・臨港道路浦添線が供用中）

### 嘉手納バイパス
- 路線名 : 一般国道58号
- 読谷村古堅（読谷道路終点） - 嘉手納町兼久
- 総延長 : 3.2 km

読谷道路終点より引き続く嘉手納バイパスは地域高規格道路としての整備区間には含まれないが、一般二次改築事業として事業中である。

## 歴史
- 1985年度（昭和60年度） : 宜野湾バイパス 事業化。
- 1987年度（昭和62年度） : 嘉手納バイパス・読谷道路の一部 事業化（当時は全線嘉手納バイパスとして事業化）。宜野湾バイパスが暫定2車線で一部開通。
- 1989年度（平成元年度） : 豊見城道路 事業化。（当時は国道331号豊見城バイパスとして）
- 1990年度（平成2年度） : 糸満道路 事業化。（当時は国道331号糸満バイパスとして）
- 1992年度（平成4年度） : 那覇西道路 事業化。
- 1994年（平成6年）12月16日 : 沖縄西海岸道路として計画路線に指定。
- 2000年（平成12年）3月 : 宜野湾バイパス全線開通。
- 2001年度（平成13年度） : 読谷道路 事業化。
- 2002年（平成14年） : 糸満道路 糸満市潮崎町 - 糸満市真栄里間開通。
- 2003年（平成15年） : 読谷道路 読谷村大木-読谷村古堅間 (1.3 km) が暫定2車線で開通。
- 2004年（平成16年）3月31日 : 豊見城道路 糸満市西崎の一部が暫定2車線で開通。
- 2006年（平成18年）2月25日 : 豊見城道路 豊見城市瀬長 - 豊見城市豊崎間が暫定2車線で開通。
- 2007年（平成19年）3月17日 : 豊見城道路が全線暫定2車線で開通。
- 2011年（平成23年）8月28日 : 那覇西道路が全線4車線で開通。
- 2012年（平成24年）3月31日 : 豊見城道路 豊見城市豊崎 - 糸満市西崎 (1.1 km) （本線）、糸満道路 糸満市西崎 - 糸満市糸満 (1.6 km) 、糸満市真栄里 (1.0 km) の3区間の開通に伴い豊見城道路・糸満道路全線開通。
- 2013年（平成25年）4月18日 : 読谷道路 読谷村座喜味 - 読谷村喜名間 (1.5 km) が暫定2車線で開通。
- 2014年度（平成26年度） : 那覇北道路 事業化。
- 2016年（平成28年）3月30日 : 豊見城道路が全線4車線へ拡幅。
- 2017年（平成29年）3月4日 : 糸満道路が全線4車線へ拡幅[9]。
- 2018年（平成30年）3月18日 : 浦添北道路が全線暫定2車線で開通。
- 2019年度（平成31年度・令和元年度） : 浦添北道路II期線が事業化。
- 2025年度（令和7年度） : 宜野湾道路が事業化。

## 地理

### 通過する自治体
- 中頭郡読谷村 - 中頭郡嘉手納町 - 中頭郡北谷町 - 宜野湾市 - 浦添市 - 那覇市 - 豊見城市 - 糸満市